# Национальный союз писателей Украины
Национа́льный сою́з писа́телей Украи́ны (НСПУ; укр. Національна спілка письменників України) — профессиональное литературное объединение писателей Украины. Создан в 1934 году в Киеве на I Всеукраинском съезде советских писателей как Союз советских писателей Украины. Имеет творческие комиссии (издательскую, по международным литературным связям, по работе с творческой молодёжью), собственное издательство «Украинский писатель» (укр. Український письменник). Издаёт газету «Літературна Україна», журнал «Донбасс». Ранее печатными органами Союза писателей были также журналы «Всесвіт», «Радуга», «Жовтень».
Председатель Союза — Сидоржевский Михаил Алексеевич.
НСПУ — учредитель литературной премии имени Николая Ушакова для украинских поэтов, пишущих на русском языке.

## Председатели (в 1973—1991 — первые секретари)
- Кулик, Иван Юлианович (1934—1937)
- Микитенко, Иван Кондратьевич (1937—1938)
- Корнейчук, Александр Евдокимович (1938—1941, 1946—1953)
- Рыльский, Максим Фадеевич (1943—1946)
- Бажан, Николай Платонович (1953—1959)
- Гончар, Александр Терентьевич (1959—1971)
- Смолич, Юрий Корнеевич (1971—1973)
- Козаченко, Василий Павлович (1973—1979)
- Загребельный, Павел Архипович (1979—1986)
- Мушкетик, Юрий Михайлович (1986—2001)
- Яворивский, Владимир Александрович (2001—2011)
- Баранов, Виктор Фёдорович (октябрь 2011—2014)
- Сидоржевский, Михаил Алексеевич[укр.] (с 2014)

## Награды
- Почётная грамота Президиума Верховного Совета РСФСР (5 июня 1969 года) — за большой вклад в развитие и укрепление взаимосвязей братских национальных культур и активное участие в проведении Декады украинской литературы и искусства в РСФСР[3].
- Почётная грамота Президиума Верховного Совета РСФСР (1979 год)[4].
- Почётная грамота Президиума Верховной Рады Автономной Республики Крым (1 июня 2000 года, Автономная Республика Крым, Украина) — за вклад в укрепление дружбы и сотрудничества между братскими славянскими народами, развитие национальной культуры[5].